# Maszkabad-e Olja
Maszkabad-e Olja (pers. مشك ابادعليا) – wieś w Iranie, w ostanie Azerbejdżan Zachodni. W 2006 roku  liczyła 135 mieszkańców w 41 rodzinach.